# L'Étrangère (film, 2007)
Pour les articles homonymes, voir L'Étrangère.
Pour plus de détails, voir Fiche technique et Distribution.
L'Étrangère est un film franco-portugais réalisé par Florence Colombani, sorti en 2007.

## Fiche technique
- Titre : L'Étrangère
- Réalisation : Florence Colombani
- Scénario : Sophie Audoubert et Florence Colombani
- Photographie : Mário Castanheira
- Montage : Isabelle Ingold
- Musique : Jack the Ripper
- Producteur : Paulo Branco
- Sociétés de production : Gémini Films
  - Coproduction : Madragoa Filmes (Portugal) - Arte
- Pays de production :  France |  Portugal
- Genre : Film dramatique
- Durée : 77 minutes
- Date de sortie : France : 10 janvier 2007[1]

## Distribution
- Sarah Pratt : Sophie
- Clément Sibony : Valentin
- Philippe Morier-Genoud : David

## Accueil critique
Pour Jean-Luc Douin, dans Le Monde, le film est un « récit d'initiation qui exalte l'apprentissage de soi-même et la sensibilité à l'amour à travers le geste artistique ». 
Dans les Cahiers du cinéma, Jean-Michel Frodon évoque « l'étonnante architecture d'émotions qui se nomme L'Étrangère » et un « drôle de film qui semble ne s'être collé sur le dos tous les fardeaux du « premier film » que pour mieux prendre la tangente ». 
Selon Chronic'art, le flm de Florence Colombani « concentre à lui seul toutes les tares d’un cinéma de jeune premier, élitiste, autiste, académique quand il rêve d’avant-garde, minuscule et horripilant ».